# Dekanat Praszka
Dekanat Praszka – jeden z 36 dekanatów w rzymskokatolickiej archidiecezji częstochowskiej. Należy do regionu wieluńskiego.

## Parafie
W skład dekanatu wchodzi 9 parafii:
- parafia Miłosierdzia Bożego w Cieciułowie
- parafia Matki Bożej Nieustającej Pomocy w Dalachowie
- parafia św. Wojciecha BM w Kowalach-Ganie
- parafia Wniebowzięcia Najświętszej Maryi Panny w Praszce
- parafia Świętej Rodziny w Praszce
- parafia św. Jadwigi Śląskiej w Przedmościu
- parafia św. Mikołaja w Rudnikach
- parafia św. Katarzyny Aleksandryjskiej w Strojcu
- parafia św. Marcina BW w Żytniowie